# Шейлаїзм
Шейлаїзм — релігієзнавчий концепт, що позначає приватизовану релігійність, коли індивід самостійно конструює власні релігійні переконання, не спираючись на вчення деномінації, до якої себе відносить. Термін був введений до релігієзнавчого апарату Робертом Белла та його колегами в 1985 році та походить від імені Шейли Ларсон, релігійність якої стала класичним випадком такої форми приватизації релігії.

## Історія виникнення терміна
Автори книги «Звички серця. Індивідуалізм та приналежність у американському житті» простежують еволюцію релігійності американців від уніфікованої та публічної за колоніальних часів до приватизованої та різноманітної в другій половині ХХ століття. Як наслідок, можна собі уявити особливу приватну релігійність кожного американця, яка не збігатиметься з іншими релігіями індивідів чи церков. Прикладом приватизації релігії в США є медсестра Шейла Ларсон, яка описувала власну релігійність наступним чином:  
«Я вірю в Бога. Я не регілійний фанатик. Я не можу пригадати, коли востаннє ходила в церкву. Але моя віра допомагає мені на життєвому шляху. Це Шейлаїзм. Просто мій власний тоненький голос... Це просто намагатися любити себе та бути м’якою до себе. Ви знаєте, я думаю, турбуватися один про одного. Я думаю, Він би хотів, щоб ми турбувалися один про одного». 
Р. Белла та його колеги вважали, що саме таке приватизуюче ставлення до релігії властиве новітній американській релігійності, втім, наразі такий феномен фіксують і в інших регіонах світу. Концепт швидко поширився серед дослідників релігії, і наразі широко використовується, в тому числі, українськими релігієзнавцями. Так, на думку В. Єленського, шейлаїзм, це:  
«крайня форма приватизації релігії, коли член церкви конструює для себе неповторний світ релігійних символів і значень, не переймаючись істотним неспівпадінням цього світу з церковним етосом».

## Критика
Шейлаїзм потрапив під критику і як концепт, і як явище. Фахівці в галузі соціології релігії здебільшого вважають, що така форма релігійності є крайнім випадком приватизації релігії, зокрема, К. Колкунова вважає шейлаїзм межею індивідуалізації релігійності та розглядає його як сакралізацію власного Я. Разом із тим інші дослідники не вважають шейлаїзм релігією, в тому числі й через те, що носій такої релігійності не створює інституційного виміру для своєї релігійної системи, тобто не формує розвиненого віровчення, не має послідовників, які б утворили церковну структуру. Дійсно, зазвичай наявність віровчення, культової практики, церковної організації тощо вважаються невід’ємними ознаками релігії. Разом із тим, сам Р. Белла в своїх виступах застерігав вважати шейлаїзм окремою релігією чи класом окремих релігій.
«Випадок Шейли властивий не лише людям, які давно не відвідували церкву. На підставі наших інтерв’ю та численних інших даних, я вважаю, що ми можемо назвати шейлаїстами багатьох людей, які сидять на лавах протестантських і навіть католицьких церков, але вважають релігію радше особистою справою та не вважають себе чимось зобов’язаними ані історичній церкві, ні навіть Біблії, ні традиції». 
Таким чином, специфіка шейлаїзму як типу релігійності полягає в тому, що людина продовжує належати до церковної структури, вважати себе парафіянином, але не вважає за доцільне дотримуватися норм, які визначені релігійною традицією для своїх адептів. Не дивно, що шейлаїзм як явище потрапив під критику кліриків традиційних церков. Так, у 2008 році архієпископ Полтавський і Миргородський Филип (Осадченко) присвятив один зі своїх виступів критиці шейлаїстів у лавах УПЦ: 
«Шейлаїстами в Україні є досить велика кількість людей — звичайно, вони декларують себе як «християни», «православні», «католики» тощо. Практично ж їхні вірування — як догматичні переконання, так і моральні принципи — часто повністю суперечать вченню не просто окремої конфесії чи релігійного угруповання, але й цілого напрямку, і Священних Книг, шанованих у відповідній релігії. Це — така собі «приватизація» релігії, створення своєї віри, яка, хоча й суперечить вірі Церкви чи конфесійної групи або угруповання, але іменується так само. Варіант «шейлаїзму» дуже вигідний для людей із невисокими моральними принципами і відвертим небажанням духовного самовдосконалення, а разом і низьким рівнем внутрішньої дисципліни. «Якщо правило важке — його скасовують», так чинять «шейлаїсти». Іменуючись, до прикладу, християнами, вони не докладають зусиль до покаяння, не вважають за потрібне дотримуватися подружньої вірності, знаходять «підстави» для виправдання вживання наркотиків тощо. Такий стан речей шкодить не лише єдності Церкви, але й порушує єдність суспі-льства, нищить моральні основи розвитку нації» 
Таким чином, концепт шейлаїзму потрапив під критику академічних дослідників, а сам феномен став предметом критики релігійних діячів.

## Виноски
1. ↑  "Bellah R. N., Madsen R., Sullivan W. M., Swidler A., Tipton S. M." Habits of the Heart: Individualism and Commitment in American Life. – Berkeley and Los Angeles: University of California Press, 2007. – P. 221.
2. ↑  "Єленський В. Є." Релігія після комунізму. Релігійно-соціальні зміни в процесі трансформацій центрально- і східноєвропейських суспільств: фокус на Україні – К.: НПУ імені М. П. Драгоманова, 2002. – С. 29.
3. ↑  "Колкунова К." Невидима релігія сьогодні: Ідеї Томаса Лукмана в сучасному релігієзнавстві / Ксенія Колкунова // Духовність. Культура. Нація. – 2010. – Вип. 5. – C. 228-229.
4. ↑  "Bellah R. N." Habits of the Heart: Implications for Religion / Robert N. Bellah // [Електронний ресурс]. – Режим доступу: http://www.robertbellah.com/lectures_5.htm [Архівовано 28 липня 2011 у Wayback Machine.].
5. ↑  "Архієп. Филип (Осадченко)". Духовність, культура і наука: від традицій до майбуття // [Електронний ресурс]. – Режим доступу: http://orthodox.org.ua/article/arkhієpiskop-poltavskii-і-mirgorodskii-filip [Архівовано 16 лютого 2016 у Wayback Machine.].